# Robert Cavelier de La Salle

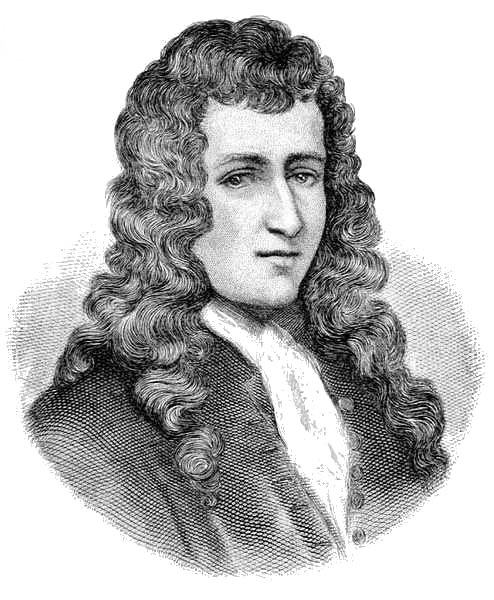
Robert Cavelier de La Salle

René Robert Cavelier de La Salle (* 22. November 1643 in Rouen; † 19. März 1687 im heutigen Texas) war ein französischer Entdecker.

## Leben
René Robert Cavelier war ein Sohn des wohlhabenden Kaufmanns Jean Cavelier in Rouen. Der Name „La Salle“, den er später annahm, stammte von einem Familienbesitz nahe Rouen. René Robert erhielt seine Erziehung am Jesuitenkolleg von Rouen und trat dem Orden als Novize bei.
1666, im Alter von 22 Jahren, verließ er jedoch den Jesuitenorden und reiste in die französische Kolonie Neufrankreich, später „Kanada“, in welcher sich sein Bruder Jean befand, ein Priester des Sulpizianerordens. Dieser Orden übergab ihm ein Landstück nahe Montréal. Dort begann er eine befestigte Siedlung zu errichten, betätigte sich im Pelzhandel und erlernte Indianersprachen. Unter dem Eindruck von Berichten über ein großes Flusssystem, welches angeblich in den Golf von Kalifornien fließen sollte und damit eine Verbindung zum Pazifik und nach Ostasien öffnen würde, verkaufte er seine Besitzungen 1669, der Ort bekam den Spottnamen Lachine (China). Er unternahm seine erste Forschungsreise in die Ohio-Region. Ob er, wie man lange annahm den Ohio River entdeckt hat, wird mittlerweile von Historikern bezweifelt. La Salle wurde bei seinen Unternehmungen von Louis de Frontenac, dem Gouverneur Neufrankreichs, unterstützt. Auf beide geht die Errichtung von Fort Frontenac am Ontariosee zurück. Dieses Fort diente nicht nur als Sicherung gegen den feindlichen Indianerstamm der Irokesen, sondern sollte auch den Pelzhandel zwischen den Großen Seen und den englischen und holländischen Siedlungen an der Küste unter französische Kontrolle bringen. Damit brachten La Salle und Frontenac die Pelzhändler von Montréal gegen sich auf, die um ihre Geschäfte fürchteten, und verärgerten die Jesuiten, die ihren Einfluss auf die Indianer schwinden sahen. In Konkurrenz mit den anderen Kolonialmächten verfolgte La Salle die Strategie, das Landesinnere für Frankreich in Besitz zu nehmen und eine Expansion der Gegner auf diese Weise zu unterbinden. Frontenac empfahl La Salle König Ludwig XIV. von Frankreich als den Mann, der am besten befähigt sei, diese groß angelegten Pläne umzusetzen, und verschaffte ihm einen Adelstitel.

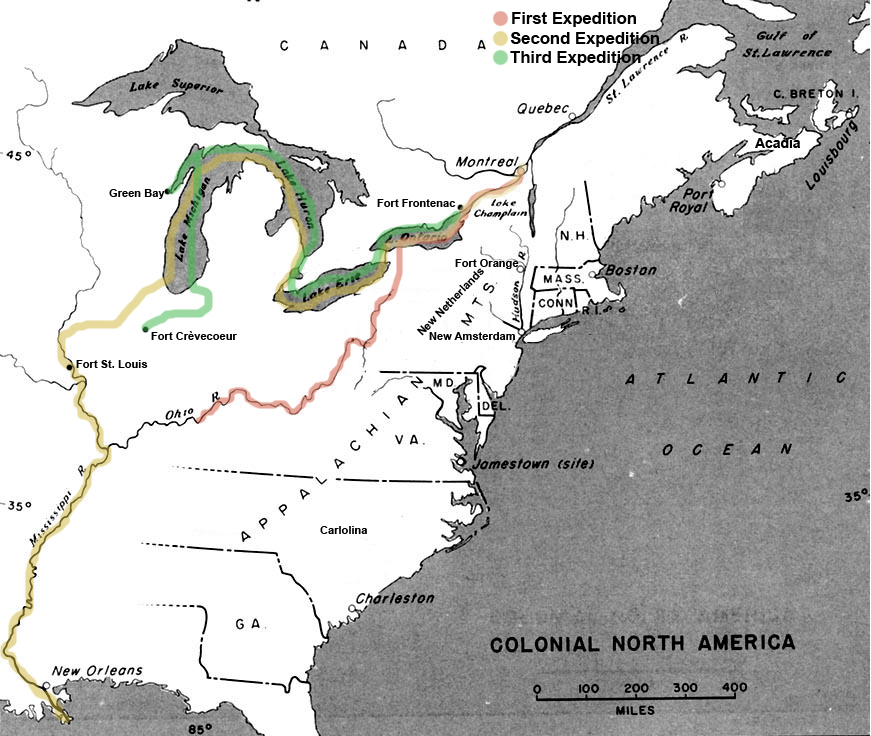
Die drei Forschungsreisen des René-Robert Cavelier de La Salle

1677 reiste La Salle nach Frankreich und bekam von Ludwig XIV. den offiziellen Auftrag, den Westen von Neufrankreich zu erforschen und dort so viele Forts anzulegen, wie er für notwendig hielt. Trotz der Unterstützung durch die Krone bekam La Salle kein Geld, was ihn zwang, große Summen zu leihen. Neben seinen Schulden bereitete ihm auch weiterhin die Feindschaft der Jesuiten Schwierigkeiten. 1678 kehrte La Salle nach Kanada zurück. 1679 ließ er auf dem Eriesee für Handelszwecke die „Griffon“ bauen. Dieses erste Segelschiff auf den Großen Seen sollte die nötigen Gelder für eine Expedition entlang des 1673 von Louis Joliet und Jacques Marquette entdeckten Mississippi einbringen. Er war zu der Überzeugung gekommen, dass der Mississippi nicht in den Pazifik, sondern in den Golf von Mexiko mündete, und plante dort einen befestigten Hafen anzulegen, der sich gegen die spanische und englische Konkurrenz richtete. Zur Vorbereitung erlernte er auch Überlebenstechniken von den Indianern, mit deren Hilfe er mehrfach gefährliche Situationen bewältigte. Seine Pläne erlitten schwere Rückschläge durch den Schiffbruch der „Griffon“ und 1680 durch eine Meuterei in Fort Crèvecœur am Illinois River.
Im Winter 1682 begann er eine Expedition mit Schlitten über den gefrorenen Illinois River, erreichte den Mississippi, befuhr diesen weiter mit Kanus und erreichte am 7. April 1682 als erster Europäer dessen Mündung. Wahrscheinlich sind er und seine Expedition als erste von den Großen Seen bis zur Mississippi-Mündung gelangt. Am 9. April nahm er feierlich alle Gebiete, die der Mississippi berührte, für die französische Krone in Besitz und nannte das Territorium zu Ehren von König Ludwig XIV. „La Louisiane“ (Louisiana, heute – sehr viel kleiner als damals – ein Bundesstaat der Vereinigten Staaten). Im folgenden Jahr gründete La Salle am Illinois River eine Niederlassung namens Fort St. Louis. Vergeblich suchte er hierbei Hilfe bei Frontenacs Nachfolger in Québec. Er führte jedoch dessen Befehl, die Kolonie aufzugeben, nicht aus, sondern begab sich nach Frankreich, um die Hilfe von Ludwig XIV. zu erreichen. Der König unterstützte ihn und befahl dem Gouverneur, alle Besitzungen von La Salle zurückzugeben.

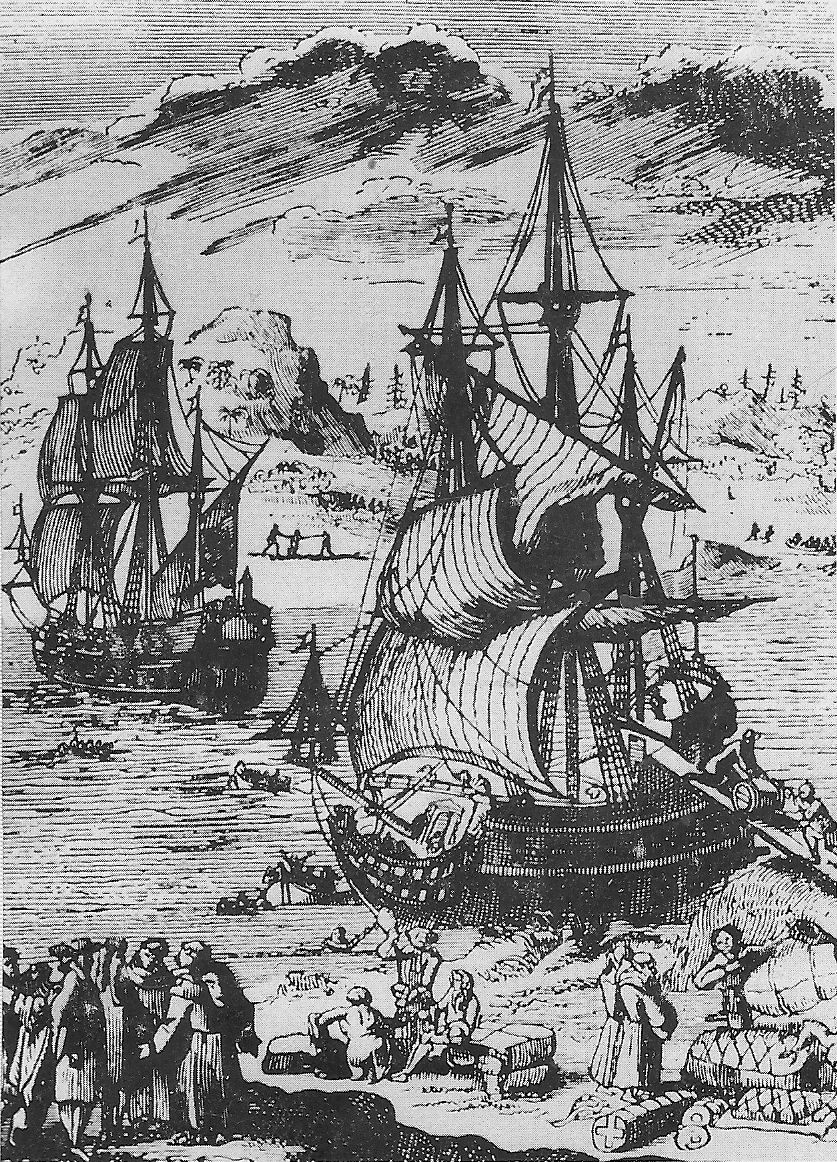
Landung La Salles in der Matagorda-Bucht (1685)

Mit Hilfe der Krone organisierte La Salle nun in Frankreich eine Expedition, mit der er die Mündung des Mississippi über See erreichen und dort eine Kolonie anlegen wollte. Von dort aus sollten die Kolonien Spaniens in Mexiko und im heutigen Texas angegriffen werden, mit dem Frankreich gerade Krieg führte. Es gab von Anfang an Zweifel über die Durchführbarkeit des Plans, aber Ludwig XIV. unterstützte ihn und stellte Schiffe zur Verfügung. Die Expedition litt von Anfang an unter Schwierigkeiten. Das Verhältnis zwischen La Salle und den ihm unterstellten Kapitänen war schlecht. In der Karibik ging ein Schiff durch Piraten verloren. Weitere Schwierigkeiten ergaben sich aus Krankheiten an Bord und Navigationsproblemen. Die Expedition verfehlte die Mündung des Mississippi und landete am 20. Februar 1685 etwa 800 km entfernt in der Matagorda Bay im heutigen Texas. La Salle ließ für die 200 Kolonisten eine befestigte Siedlung mit dem Namen Fort St. Louis anlegen. Durch den Untergang des Flaggschiffs „L’ Aimable“ und 1686 des letzten verbliebenen Schiffs „La Belle“ gingen wichtiges Material und die Verbindung zur Außenwelt verloren. Von Fort St. Louis unternahm La Salle zwei Expeditionen nach Westen und Osten, um seinen Standort zu ermitteln. Auf einer dritten Expedition, mit der er Hilfe für die Kolonie holen wollte, wurde er am 19. März 1687 von Mitgliedern seiner Expedition ermordet. Die verbliebenen 20 Kolonisten wurden getötet, als Indianer Fort St. Louis im Winter 1688/1689 überfielen. Einige Kinder wurden später von den Spaniern befreit.

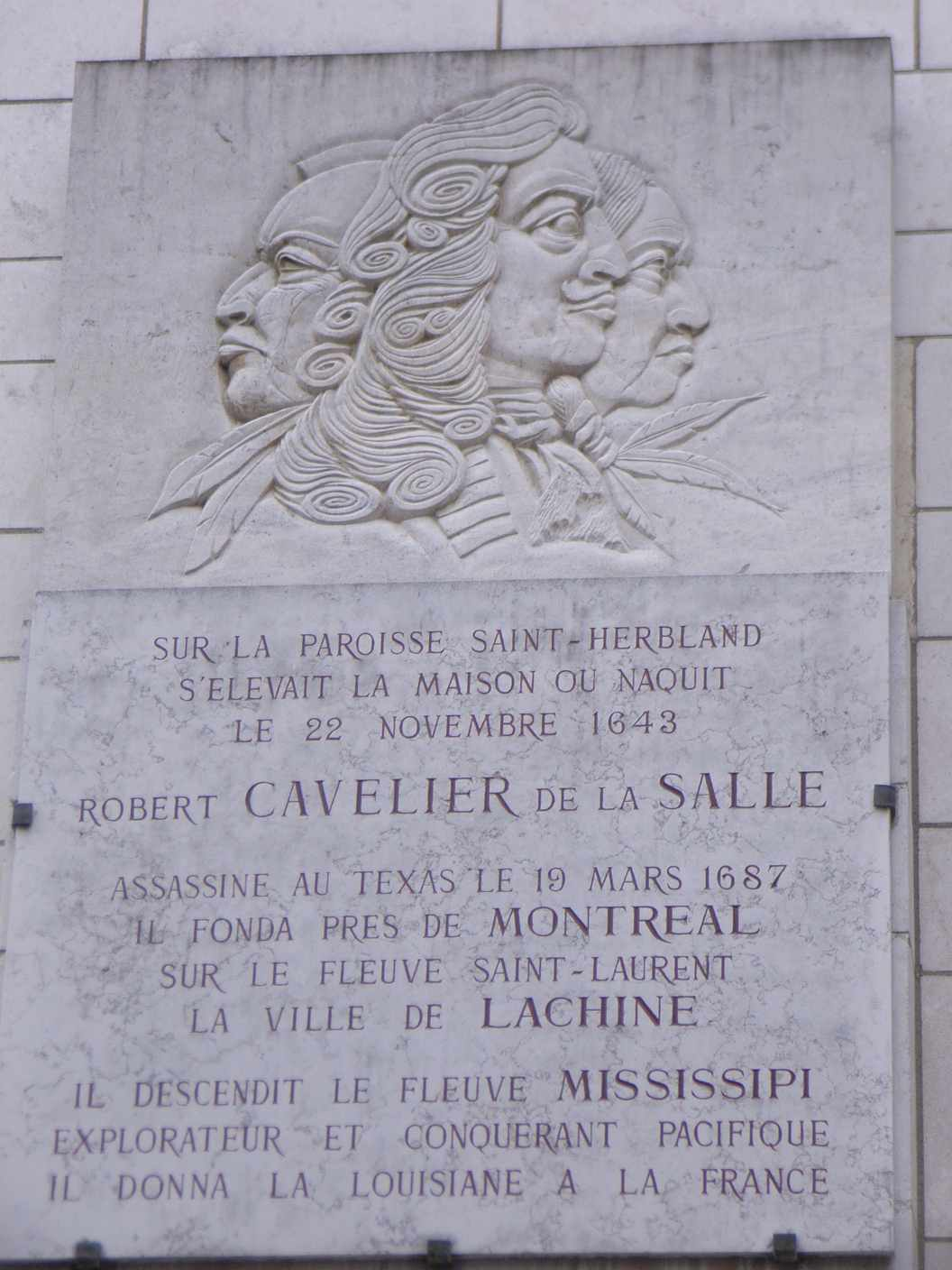
Gedenktafel in La Salles Geburtsstadt Rouen

Obwohl La Salle zweifellos einer der wichtigsten Pioniere der französischen Kolonisierung Nordamerikas war und über Visionen und Weitblick sowie über die Fähigkeit zu einem systematischen und planmäßigem Vorgehen verfügte, scheiterte er. Hierbei scheinen neben Unglücksfällen seine charakterlichen Defizite – man warf ihm Arroganz, Ungeduld und mangelndes Gespür im Umgang mit seinen Untergebenen vor – eine entscheidende Rolle gespielt zu haben. Seine Entdeckungen und Reisen waren trotzdem von großer Bedeutung, da sie die Entwicklungslinien für die französischen Kolonien in Nordamerika vorgaben. Da Spanien unter dem Eindruck der französischen Kolonie bislang lediglich beanspruchte, aber unerschlossene Gebiete im Westen des heutigen Texas zu erschließen begann, bewirkte La Salles Expedition indirekt das Entstehen des heutigen US-Bundesstaats Texas.

## Ehrungen
Am 28. Mai 1934 ehrte die kanadische Regierung, vertreten durch den für das Historic Sites and Monuments Board of Canada zuständigen Minister, La Salle und erklärte ihn zu einer „Person von nationaler historischer Bedeutung“.

## Gedenktafel in Rouen
Eine Gedenktafel in La Salles Geburtsstadt Rouen trägt die Inschrift (mit deutscher Übersetzung):
| Sur la paroisse Saint-Herbland s’élevait la maison où naquit le 22 novembre 1643 Robert Cavelier de La Salle assassiné au Texas le 19 Mars 1687 Il fonda près de Montréal sur le fleuve Saint-Laurent la ville de Lachine Il descendit le fleuve Mississipi explorateur and conquérant pacifique il donna la Louisiane à la France | In der Gemeinde Saint-Herbland stand das Haus, in dem am 22. November 1643 Robert Cavelier de La Salle geboren wurde, der am 19. März 1687 in Texas ermordet wurde. In der Nähe von Montreal am St.-Lorenz-Strom gründete er die Stadt Lachine. Als Entdecker und friedlicher Eroberer fuhr er den Mississippi hinunter. Er übergab Louisiana an Frankreich. |